# Dluhová krize v Řecku

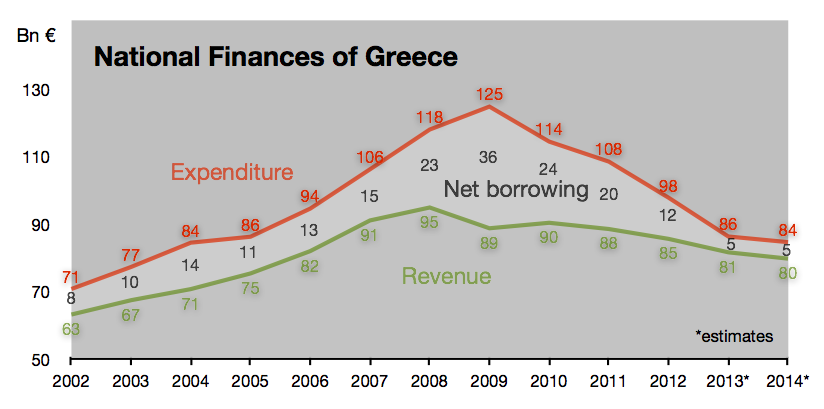
Graf příjmů (zeleně) a výdajů (červeně) řeckého státního rozpočtu ukazuje výši ročních deficitů.

Dluhová krize v Řecku (též Řecká finanční krize) byla platební neschopnost řeckého státu v letech 2009–2018.
Krize měla svůj původ v počínání řeckých vlád, počínaje vládami Kostase Simitise (1996–2004) a také Kostase Karamanlise (2004–2009), mj. za pomoci zmanipulovaných statistik. Účelem bylo usnadnění vstupu země do třetí fáze Evropské měnové unie (tzv. Eurozóny). Tyto vlády připustily nadměrné výdaje jak státního, tak soukromého sektoru, které nebyly kryté skutečnou hospodářskou výkonností země. Výsledkem bylo mimořádně vysoké zadlužení u zahraničních věřitelů, usnadněné oboustrannou vírou v evropskou měnovou solidaritu, a dlouhodobě neúnosný schodek státního rozpočtu. K prohloubení domácí krize značně přispěla celosvětová krize hospodářská a především finanční od roku 2008.
Finanční pomoc, kterou Řecku poskytla Evropská unie, Mezinárodní měnový fond a Evropská centrální banka, byla podmíněna tím, že řecké vlády musely přijmout a navzdory opakovaným protestům řecké veřejnosti také plnit program tvrdých úsporných opatření založených zejména na škrtech ve státním rozpočtu a zvyšování daní. Záchranný program byl oficiálně ukončen v roce 2018. Současně i ratingové agentury zlepšily hodnocení úvěrové spolehlivosti Řecka. I přes výrazné zmírnění státního dluhu a ukončení dluhové krize, Řecko i nadále zůstává nejvíce zadluženým státem Eurozóny (v poměru k HDP).

## Cesta k zadlužení
Hluboké zadlužení Řecka má počátek ve druhé polovině 90. let 20. století, kdy bylo u moci Panhelénské socialistické hnutí (PASOK) premiéra Kostase Simitise. Ačkoliv snaha o zabezpečení vysoké životní úrovně obyvatel měla podíl na rostoucích státních výdajích, daleko větší měrou se na nich podílely předražené státní zakázky. V roce 1997 řecké hlavní město Athény získalo právo na pořádání olympijských her 2004. To byl Simitisův velký politický úspěch. Kromě nových sportovních areálů bylo kompletně rekonstruováno mezinárodní letiště, výrazně rozšířeno athénské metro a příměstský dopravní systém. Okolo metropole byla postavena nová dálnice „Attiki Odos“, která, ač z velké části financována ze státních peněz, evropských fondů a půjček, za které ručil stát, byla svěřena do soukromých rukou.
Na druhou stranu Simitisova vláda v roce 1998 nepřivedla Řecko do eurozóny, když nedokázala splnit konvergenční kritéria. Poté začala řecká vláda falšovat statistiky o velikosti rozpočtového deficitu a současně pomocí nekalých transakcí prostřednictvím investiční banky Goldman Sachs opticky snižovala výši zadlužení státu tak, že značnou část státního dluhu přenášela na banky (tzv. credit default swap). Tyto machinace pomohly Řecku k přijetí eura od 2001. Přestože Evropská komise věděla, že Řecko falšuje statistiky a fakticky nesplňuje žádné z požadovaných kritérií, z politických důvodů bylo Řecko do eurozóny přijato. Do té doby si Řecko pomáhalo „umazávat“ dluh také pomocí devalvace drachmy; po vstupu do eurozóny zase získalo přístup k levnějším půjčkám na další a další investice. Díky tomu se řecká ekonomika v letech 2000–2007 řadila mezi nejrychleji rostoucí v rámci eurozóny (roční přírůstek 4,2 % HDP).
V březnu 2004 Eurostat odmítl (již podruhé) statistická data poskytnutá řeckou vládou jakožto zmanipulovaná a následně též Evropská komise obvinila Řecko ze špatné fiskální politiky. V téže době korupční skandály a další potíže vyústily ve volební porážku levicové strany PASOK a vlády se ujala pravicová strana Nová demokracie (ONNED). Nový premiér Karamanlis pak nechal provést finanční audit, jehož výsledek ukázal, že údaje, na jejichž základě bylo Řecko přijato do eurozóny, Simitisova vláda zfalšovala. Navíc se ukázalo, že ačkoliv do olympijských her zbývalo již jen pár měsíců, řada staveb dosud nebyla hotova – urychlené dokončení způsobilo vícenáklady a další zadlužení země.
Karamanlisova vláda pokračovala v praktikách svých předchůdců. V letech 2005–2009 Eurostat každoročně zpochybnil řeckou fiskální statistiku a navíc se pokoušela oživit ekonomiku snížením daní a investičními pobídkami, což v letech 2004–2009 vyústilo v hrozivou disproporci mezi příjmy a výdaji řeckého státu.
Světová finanční krize v roce 2008 těžce postihla dvě tradičně největší řecká odvětví (turismus a dopravu). Výrazně deficitní vládní návrh rozpočtu v listopadu 2009 pak definitivně učinil přítrž levným půjčkám a naopak postavil Řecko před vážný problém neschopnosti splácet dluhy.

## Rok 2009
Řecko se dostalo do vážných finančních potíží poté, co 20. října 2009 Giorgos Papakonstantinu, tehdejší řecký ministr financí, v Lucemburku na schůzce ministrů financí oznámil, že bývalá řecká vláda lhala Evropské unii o schodku státního rozpočtu. Vláda Kostase Karamanlise totiž tvrdila, že schodek rozpočtu nebude ani čtyřprocentní, přitom do něj nezapočetla například platby za velké stavební projekty, jako jsou dálnice. Podle Papakonstantina měl deficit rozpočtu na konci roku 2009 dosáhnout 12,5 % HDP, po revizi provedené Eurostatem dosáhl 15,4 % HDP. Veřejné zadlužení v roce 2009 dosáhlo 126,8 procenta HDP.

## Rok 2010
V květnu 2010, když zemi hrozil státní bankrot kvůli nemožnosti uhradit splatné dluhy, poskytly Evropská unie a Mezinárodní měnový fond Řecku úvěry v celkové výši 110 miliard eur. Výměnou za záchranný úvěr MMF a EU se Řecko zavázalo zkrotit vysoký rozpočtový schodek a přijmout celou řadu reforem. V roce 2010 měl deficit sice klesnout na 9,4 % HDP, ale zadlužení by bylo nadále na neúnosné úrovni 144 % HDP.[zdroj?] S reformami ale nesouhlasily odbory, které svolaly celou řadu stávek.

## Rok 2011

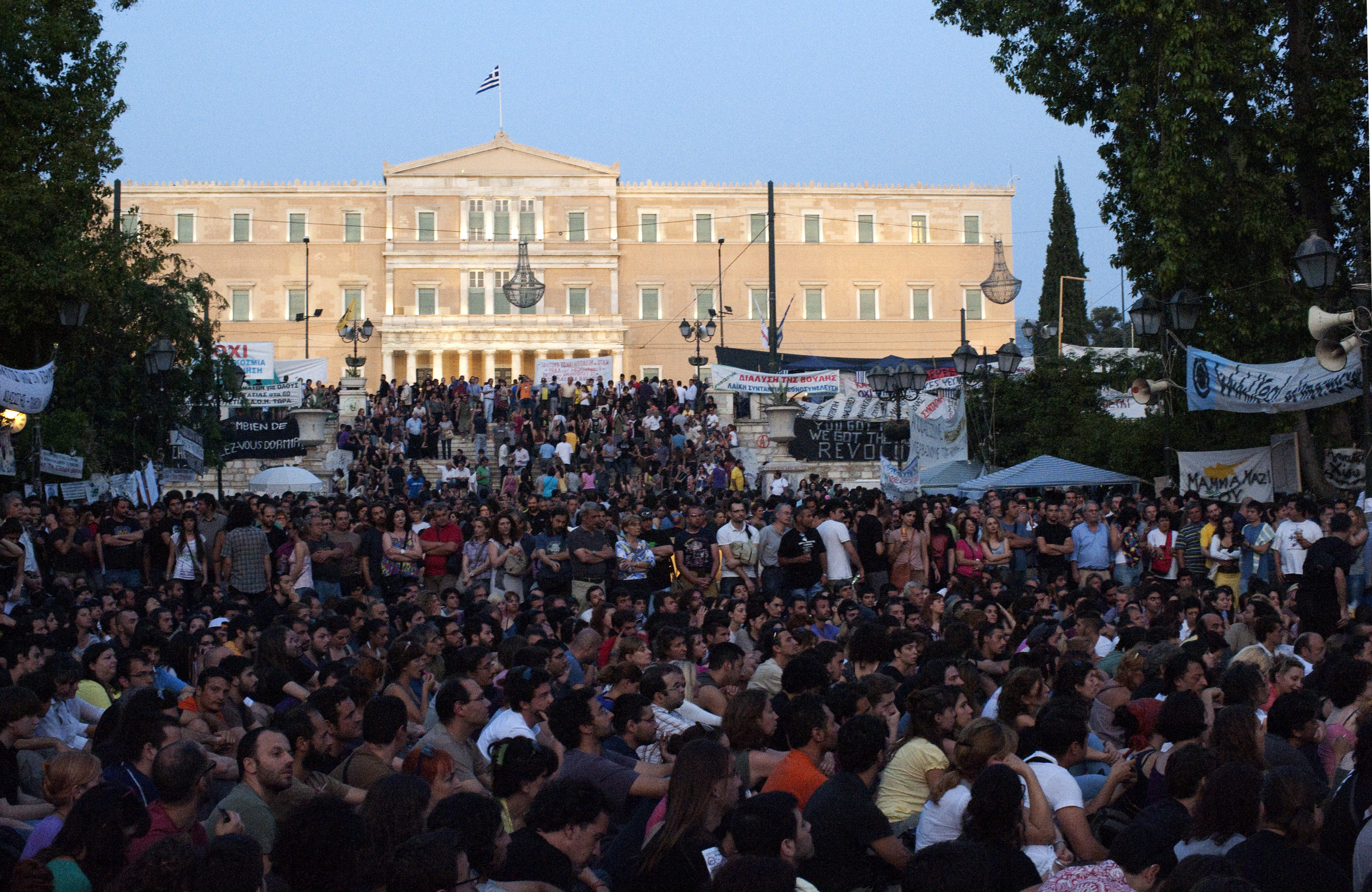
Protesty v Řecku během dluhové krize

Dluhovou krizi v Řecku se však nepodařilo zastavit, pokračovala i v následujícím roce 2011. V důsledku krize pod tlakem řecké i mezinárodní veřejnosti i své vlastní politické strany v listopadu 2011 odstoupil premiér Jorgos Papandreu, nahradil jej Lukas Papadimos, který v době, kdy řecká vláda ve spolupráci s bankou Goldman Sachs prováděla kontroverzní transakce a falšovala statistiky k zamaskování skutečné výše státního dluhu, zastával post guvernéra Řecké centrální banky (1994–2002) a měl tedy na finanční situaci Řecka nezanedbatelný podíl.[zdroj?]

## Rok 2012
Dne 9. února 2012 se řečtí politici dohodli v Aténách na nezbytných škrtech a přijali tak už druhý záchranný úvěr od EU a MMF ve výši 130 miliard eur (bailout neboli „minibankrot“, věřitelé totiž Řecku zároveň odpouštěli část dluhů). Ihned po dohodě odboráři oznámili další generální stávky.
Dluh Řecka činil cca 160 % HDP (tedy celkově 350 miliard eur), a tak i přes finanční pomoc bylo riziko státního bankrotu velmi vysoké. To potvrzovaly i ratingové agentury, třeba Moody's snížila hodnocení Řecka na nejnižší možnou známku své stupnice, tedy na úroveň C, ratingová agentura Standard & Poor's zařadila Řecko do kategorie „selektivní platební neschopnosti“. Panovaly obavy, že pokusy o záchranu Řecka nemají požadovaný efekt. Např. podle slovenské premiérky Radičové peníze měly nejspíše jít hlavně do zemí, které se rozhodly na Řecko přispět, příp. je měly dostat soukromé subjekty, výměnou za dluhopisy, které měly v držení.
Situace v Řecku byla zoufalá a mezi občany sílily extremistické názory. Nadace pro hospodářský a průmyslový výzkum (IOBE) odhadovala, že v roce 2012 může v Řecku nastat až pětiprocentní ekonomický propad, přičemž odhad Mezinárodního měnového fondu (MMF) byl propad o 4,7 – 4,8 %. Na základě úsporných opatření rostla i nezaměstnanost, a to až na 20 %.
6. května se v Řecku konaly předčasné volby, ve kterých proevropské strany utrpěly velké ztráty. Nová demokracie (ND) se sice stala vítězem voleb, ale získala jen 18,9 % hlasů, její dosavadní koaliční partner PASOK skončil třetí s 13,2 % a radikálně levicová SYRIZA získala 16,76 % hlasů.[nedostupný zdroj] Protože se politické strany neshodly na sestavení vlády, připravovaly se další volby na 17. června a zemi k nim vedla přechodná vláda. Země, banky i Evropské unie se pomalu začínaly připravovat na případný odchod Řecka z eurozóny (tzv. „Grexit“). Řekové vybírali z bank nemalé částky, což hrozilo přejít k „runu na banky“ (vybírání vkladů z bank ve větší než obvyklé míře probíhalo i ve Španělsku a Irsku), a tak čtyři největší řecké banky (National Bank of Greece, Alpha Bank, Eurobank a Piraeus Bank) dostaly od Řeckého fondu finanční stability 18 miliard eur na posílení svého kapitálu.
V rámci řešení řecké dluhové krize mj. v květnu 2012 experti Deutsche Bank navrhli zavedení alternativní měny, která by platila pouze v Řecku, a to paralelně s eurem (tzv. geuro).
17. června se konaly nové předčasné volby, ve kterých opět vyhrála pravicová ND a socialisté z PASOK. Obě strany obnovily vládní koalici, podporující úsporný plán navržený Evropskou komisí, Mezinárodním měnovým fondem a Evropskou centrální bankou. Už 26. září ale odbory zorganizovaly generální stávku na protest proti dalším plánovaným škrtům v rozpočtu, které měly činit 11,6 miliardy eur a jejichž přijetím bylo podmíněno uvolnění dalších peněz z úvěru slíbeného Řecku. Stávkovali i státní zaměstnanci, zaměstnanci ministerstva financí, daňoví úředníci, celníci, dokonce i soudci a státní zástupci. Generální stávka se opakovala 18. října, při níž policie proti demonstrantům, kteří házeli kameny a zápalné lahve, použila slzný plyn.
V říjnu zákonodárci v Řecku těsnou většinou rozhodli o privatizaci klíčových státních podniků, což byla jedna ze základních reforem, které po zemi požadovali mezinárodní věřitelé za své úvěry. Předlužená země měla prodat podíly v desítkách přístavů, energetických a dopravních firmách nebo v poště, stát tím chtěl do roku 2016 získat 11,1 miliard eur. Šlo např. o prodej největší rafinerie Hellenic Petroleum, největších přístavů a vodárenských společností, následovat měl prodej státních podílů v elektrárenském gigantu DEI, ropné společnosti EP či v poště a velkých dopravních společnostech včetně správy přístavů.
6. listopadu v Řecku opět začala dvoudenní generální stávka, provázená demonstracemi na protest proti novým úsporným opatřením vlády. Už v pondělí 5. listopadu nepřišli do práce novináři, řidiči veřejné dopravy a popeláři. Stávky se zúčastnili zaměstnanci veřejného sektoru včetně učitelů, železničáři, ale i někteří živnostníci, takže zavřené zůstaly úřady, školy, ale i obchody a banky. Zastavila se i letecká, železniční a lodní doprava, v Aténách nefungovala městská hromadná doprava ani taxislužba, televize a rozhlas nevysílal. Státní nemocnice udržovaly jen pohotovostní službu. V hlavním městě se sešlo kolem 55 tisíc osob, v Soluni demonstrovalo na 20 tisíc lidí. I přes protesty řecký parlament 11. listopadu schválil úsporný rozpočet na rok 2013, který počítal s dalšími škrty a zvyšováním daní. Šlo o program úspor ve výši 13,5 miliardy eur. Jeho schválením Řecko splnilo předpoklad pro uvolnění další záchranné půjčky ve výši 31,5 miliardy eur. Nový rozpočet počítal s dalším poklesem HDP v následujícím roce o 4,5 % (v roce 2012 byl pokles 6,5 %), deficit rozpočtu měl klesnout na 5,2 % (roku 2012 deficit 6,6 %), státní dluh měl vzrůst z 340 na 346,2 miliardy eur.
Následně se 27. listopadu ministři financí eurozóny, kteří jednali i se zástupci MMF, dohodli, že Řecko získá další půjčku ve výši zhruba 44 miliard eur ze záchranného balíku. Původně se počítalo s tím, že řecký dluh bude v roce 2020 dosahovat zhruba 120 % HDP, přičemž právě tuto hranici Mezinárodní měnový fond označil za trvale udržitelnou. Jenže vzhledem ke stavu řecké ekonomiky a postupu reforem to nebylo příliš reálné, dluh Řecka měl totiž vystoupat až na hranici kolem 190 % HDP. Řecká ekonomika se navíc za posledních pět let propadla o téměř 25 % a příští rok se očekával další pokles. Čtyři největší řecké banky potřebovaly 27,5 miliardy eur (podle zprávy řecké centrální banky všech 14 řeckých komerčních bank potřebovalo minimálně 40,5 miliardy eur), proto se spekulovalo o jejich znárodnění.
V roce 2012 byl rozpočtový schodek Řecka 15,7 miliardy eur, zatímco v roce 2011 činil tento schodek 22,8 miliardy eur. Deficit se tak v roce 2012 snížil na 8,1 % HDP z 9,4 % HDP v roce 2011. Pro rok 2012 bylo tedy dosaženo cíle vlády a mezinárodních věřitelů, kterým byl pokles schodku na 16,3 miliard eur, tedy na 8,4 % HDP.

## Rok 2013
Dne 16. ledna 2013 začali stávkovat řidiči aténského metra. Odbory zaměstnanců metra a částečně i povrchové dopravy hodlali ve stávce pokračovat až do konce měsíce, i když soudy po jejím týdenním trvání rozhodly o její nezákonnosti a vláda zvažovala vyhlášení mobilizace řidičů (tedy nařízení práce). 20. února se konala další generální stávka. Do ulic Atén vyrazilo asi 60 tisíc lidí, kteří před sídlem parlamentu dávali najevo nevoli s úspornou politikou vlády, která snižovala důchody a platy státních zaměstnanců. Zastavila se veřejná doprava, provoz omezily mj. nemocnice, školy či letiště. Lodě nevypluly z přístavů, až do večera nejezdily městské autobusy, trolejbusy a příměstské vlaky. Další stávka v hromadné dopravě a také u lodních spojů a na železnicích se konala 1. května, odbory zorganizovaly v Aténám demonstraci, na níž požadovaly zamezení narůstající nezaměstnanosti, která dosahovala rekordních 27,2 % (60 % u mladých do 25 let). Podle Eurostatu byla stále největší v eurozóně, navíc řecký parlament schválil nový soubor úsporných opatření, která mj. počítala s dalším propouštěním tisíců státních zaměstnanců.
Řecká ekonomika měla podle řecké centrální banky v roce 2013 poklesnout o 4,6 % a míra nezaměstnanosti měla stoupnout na přibližně 28 %. Dne 12. června řecká vláda rozhodla, že v rámci úsporných opatření zásadně omezí výdaje na veřejnoprávní televizi a rozhlas ERT (roční náklady na provoz ERT činily zhruba 300 miliónů eur, koncesionáři přispívali měsíčním poplatkem 4,30 euro), s tím že později bude s výrazně zjednodušenou strukturou opět spuštěna. ERT přestala vysílat 11. června 2013 a jak propuštění zaměstnanci, tak tisíce dalších rozhořčených občanů demonstrovali před jejím sídlem. Po zhruba měsíční odstávce začala ERT opět vysílat, z původních 2700 zaměstnanců se navrátila asi polovina.
Ve dnech 16. až 18. července Řecko ochromila už čtvrtá generální stávka v tomto roce. Sama stávka trvala jeden den, série protestů, soustředěných především do hlavního města, ale trvaly tři dny. Lidé protestovali proti plánovanému novému propouštění zaměstnanců státních a polostátních podniků (do konce roku mělo jít o 25 tisíc lidí), nejezdily vlaky, trolejbusy a autobusy, nemocnice omezily provoz na minimum. Nová úsporná opatření vlády směřovala k uspokojení věřitelů, aby poskytli další balík peněz ve výši 6,8 miliardy eur.
V říjnu se Řecku podařilo uzavřít první velkou privatizaci v rámci záchranného programu od Evropské unie a Mezinárodního měnového fondu. Česko-řecká investiční skupina Emma Delta, v níž působil investor Jiří Šmejc, totiž dokončila převzetí kontrolního podílu v řeckém sázkovém monopolu OPAP. Novým generálním ředitelem a předsedou představenstva OPAP se stal český bankéř Kamil Ziegler.

## Rok 2014
V roce 2014 se situace v Řecku začala mírně zlepšovat a ke konci roku vykázala mírný hospodářský růst. Nezaměstnanost ve druhém čtvrtletí klesla na 26,6 %.

## Rok 2015
Předčasné parlamentní volby v Řecku vyhrálo levicové hnutí SYRIZA, které uzavřelo koalici s národně konzervativní stranou Nezávislí Řekové. Premiérem se stal Alexis Tsipras, který začal usilovat o nová jednání s věřiteli, jenž by vedla k revizi obrovského a neúnosného zadlužení země (počátkem roku 2012 umazalo Řecko po dohodě s věřiteli zhruba 100 miliard eur tím, že jim cenné papíry nahradilo jinými, ale méně ziskovými; avšak země, která byla od roku 2010 závislá na mezinárodní finanční pomoci, byla stále ještě zatížená dluhem dosahujícím asi 175 % HDP). Řecko v té době čekalo na poslední část peněz ve výši 7,2 miliardy eur z tzv. druhého záchranného programu. Aténám přitom hrozilo, že v létě budou muset uhradit splátky dluhů ve výši zhruba 10 miliard eur. Už na konci února 2015 muselo Řecko splatit dlužnou částku zhruba 2,3 miliardy eur. Spekulovalo se o tom, že pokud se Řecko s věřiteli nedohodne, bude muset opustit eurozónu – nastane tzv. grexit. Vrátilo by se pak ke své původní měně, řecké drachmě.
Mezi lednem a dubnem 2015 se prohloubil odliv kapitálu ze země, takže z řeckých bank odteklo do zahraničí více než 26 miliard eur a na konci dubna byl objem vkladů v bankách nejnižší za více než deset let. Úbytek kapitálu pokračoval i v měsících květnu a červnu. Jen mezi 15. a 20. červnem z řeckých bank lidé vybrali dalších pět miliard eur.
Dne 25. dubna řecký parlament schválil kontroverzní vládní plán záboru veškeré volné hotovosti na všech stupních státní správy a ve veřejnoprávních institucích, mimo jiné i v nemocnicích a školách. Vláda premiéra Tsiprase, která se potýkala s rostoucím nedostatkem peněz, si od daných institucí oficiálně půjčovala finanční prostředky, aby mohla zaplatit důchody a mzdy státních zaměstnanců. 10. června 2015 pak řecký Nejvyšší správní soud rozhodl, že škrty v důchodovém systému z let 2012 až 2014 byly protiústavní. Koaliční vláda vedená hnutím SYRIZA se proto rozhodla reformu minulé vlády zrušit a důchody vrátit na původní částku, ačkoli škrty zůstaly podmínkou mezinárodních věřitelů i v roce 2015.
Po několika neúspěšných kolech vyjednávání mezi řeckou vládou a evropskými věřiteli se řecká vláda rozhodla vypsat referendum o přijetí návrhů věřitelů na řešení dluhové krize. Parlament vládní návrh schválil dne 28. června 2015 s tím, že referendum se bude konat 5. července. Vláda současně požádala o prodloužení finanční pomoci, což ale věřitelé ze zemí EMU a Mezinárodní měnový fond (MMF) odmítli. Dne 28. června řecký premiér Tsipras také oznámil, že od 29. června do 6. července budou uzavřeny banky a burza cenných papírů. Výběr z bankomatů musel být omezen na 60 eur na osobu za den. Kvůli situaci v Řecku zaznamenaly akciové trhy v eurozóně dne 29. června nejprudší jednodenní pokles od roku 2011, nejhorší propad v roce 2015 zaznamenaly i americké akciové trhy. Uzavření řeckých bank a zavedení dalších nástrojů omezení pohybu kapitálu bylo nicméně posvěceno Evropskou komisí. Na konci června bylo také oznámeno, že řecká vláda odmítá zaplatit červnovou splátku Mezinárodnímu měnovému fondu v hodnotě 1,6 miliardy eur.
29. června na podporu vlády a odmítnutí škrtů v referendu v Řecku demonstrovalo přes sedmnáct tisíc lidí. Následující den řecká vláda předložila nový návrh reforem a vyjádřila vůli prodloužit finanční pomoc o dva roky. Vyjádřila tím snahu znovu začít vyjednávat. Německá kancléřka Angela Merkelová ovšem uvedla, že do oznámení výsledků referenda se závazně jednat nebude. Řecký premiér Alexis Tsipras nakonec 30. června ustoupil a v dopise potvrdil, že přijme většinu požadavků mezinárodních věřitelů tak, jak byly téhož dne nabídnuty. Tato zpráva sice oživila kurzy evropských akcií, avšak vzápětí vyzval Tsipras řecké občany, aby v referendu hlasovali pro odmítnutí podmínek věřitelů. Referendum konané 5. července, jehož netradičně komplikovaná otázka směřovala k tomu, zda souhlasí s předloženými podmínkami, skončilo tak, že 61 % hlasujících zvolilo „Ne“. Řekové tento výsledek oslavili, zároveň to však posílilo názory, že Řecko eurozónu opustí.
Následujícího dne, tedy 6. července 2015, odstoupil ze své funkce ministr financí Janis Varufakis. Novým ministrem financí se stal Euklidis Tsakalotos, který již vedl jednání s tzv. „trojkou“.
Od 12. července 2015 vedli představitelé Evropské měnové unie (EMU), především Angela Merkelová, François Hollande, Jean-Claude Juncker a Donald Tusk, v Bruselu jednání s ministerským předsedou Alexisem Tsiprasem o řešení řecké dluhové krize. Tsipras o tato jednání požádal bez ohledu na výsledek referenda z 5. července, protože se krize během několika dní vážným způsobem prohloubila. Dne 13. července 2015 bylo v Bruselu podepsáno předběžné ujednání mezi představiteli EMU a ministerským předsedou Tsiprasem o poskytnutí nových úvěrů ve výši zhruba 86 miliard eur (po odpočtu předpokládaného vlastního řeckého příspěvku jen 72 miliard eur) v rámci třetího záchranného programu s cílem dosáhnout v následujících třech letech restrukturalizaci státního dluhu země. V tom je započtena také částka 25 miliard eur na nezbytnou výpomoc pro opětné zprovoznění řeckého finančního systému, především bank. Potřebné úvěry by mohlo Řecko obdržet z prostředků Evropského stabilizačního mechanismu (EMS). Aby však byl tento program vůbec uskutečněn, musí být mj. schválen parlamenty některých členských zemí EMU. K tomu je nutné, aby řecký parlament do středy 15. července přijmul 12 bodů opatření. Nejdůležitější z nich jsou zvýšení sazeb daně z přidané hodnoty, zvýšení věku pro odchod do starobního důchodu na 67 let a vytvoření fondu státního majetku s předpokládanou hodnotou zhruba 50 miliard eur, který má být zprivatizován. Výnos z privatizace státního majetku má být zčásti použit na splacení stávajícího státního dluhu, avšak 25 %, tedy v předpokladu 12,5 miliardy eur, by mohlo být použito na investice v Řecku samotném (tohoto ústupku dosáhl Tsipras v bilaterálním jednání s německou kancléřkou Merkelovou).
Dne 20. července 2015, po třech týdnech, znovu otevřely řecké banky. Téhož dne řecká vláda odeslala věřitelům (Evropské centrální bance a Mezinárodnímu měnovému fondu) splátky dlužných částek v hodnotě 6,25 mld. eur. Současně obdržela překlenovací úvěr ve výši 7,1 mld. eur z prostředků tzv. Evropského nástroje finanční stability (anglicky European Financial Stability Facility, odtud zkratka EFSF). Od tohoto data se také v Řecku skokově navýšila DPH pro mnohé zboží, mj. některé potraviny, a pro služby (hotelové ubytování a konzumace v restauracích) ze 13 na 23 %. Komplikovaná jednání o podmínkách řešení a dalším postupu v řecké dluhové krizi pokračují poté, co řecká vláda provedla první potřebné reformy.

## 2017
Řecký ministr financí, Euclid Tsakalotos, ohlásil 20. únor, že státní dluh dosáhl výše €226.36 miliard po vzrůstu o €2.65 miliard za poslední čtvrtletí. Během roku 2017, se výše řeckých státních dluhopisů začala přibližovat úrovním před rokem 2010, což značilo potencionální stabilizaci ekonomiky pro Řecko.  
V červnu časopis Guardian vydal článek, který říkal, že se státní dluh nezmírnil o tak závratnou sumu a že hrozí riziko nezaplacení některých dluhů.

## 2018
Dne 21. června 2018 se věřitelé Řecka dohodli na 10letém prodloužení splatnosti u dluhů ve výši 96.6 miliard eur. Řecko úspěšně přestalo využívat výpomoci 20. srpna 2018.

## 2019
V březnu 2019, Řecko prodalo 10leté dluhopisy poprvé od výpomoci.

## 2023
Řecko v roce 2023 splatilo unii dluh 5,3 miliardy eur v předstihu.